# 1056 Azalea
Azalea (asteróide 1056) é um asteróide da cintura principal, a 1,8342132 UA. Possui uma excentricidade de 0,1775384 e um período orbital de 1 216,46 dias (3,33 anos).
Azalea tem uma velocidade orbital média de 19,94461542 km/s e uma inclinação de 5,42557º.
Esse asteróide foi descoberto em 31 de Janeiro de 1924 por Karl Reinmuth.